# نفتوگاز
نفتوگاز (به اوکراینی: Нафтогаз України) شرکت ملی نفت‌ و گاز اوکراین است، که مالک آن دولت اوکراین می‌باشد و توسط وزارت سوخت و انرژی اوکراین مدیریت می‌شود.
این شرکت در زمینه استخراج، ترابری و پالایش گاز طبیعی و نفت خام در کشورهای اوکراین، اتریش، لهستان، مصر و امارات متحده عربی فعالیت می‌کند. دفتر مرکزی این شرکت در شهر کی‌یف قرار دارد.
سیستم ذخیره و انتقال گاز طبیعی در کشور اوکراین از خطوط لوله و انبارهای زیرزمینی گاز طبیعی گسترده‌ای تشکیل شده است، که توسط یکی از شرکت‌های تابعه گروه نفتوگاز به‌نام اوکرترانس‌گاز مدیریت می‌شود. شرکت نفتوگاز یکی از تامین‌کنندگان اصلی گاز طبیعی شرکت روسی گازپروم است.